# Alcyonidium flabelliforme
Alcyonidium flabelliforme är en mossdjursart som beskrevs av James Barrie Kirkpatrick 1902. Alcyonidium flabelliforme ingår i släktet Alcyonidium och familjen Alcyonidiidae. Inga underarter finns listade i Catalogue of Life.